# 条纹短齿蛤
条纹短齿蛤（学名：Brachidontes striatulus），又名臺灣杜鵑蛤或刻缘短齿蛤（学名：Brachidontes emarginatus），是贻贝目贻贝科短齿贝属的动物。

## 分佈
分布于菲律宾、苏门答腊、新喀里多尼亚、卡拉奇、台湾岛、香港以及中国大陆的福建廈門、廣東大亞灣、海南等地，常栖息在潮间带。属于暖水性种。
其一般生活于潮间带低潮线的泥沙底以及附着在沙粒上。该物种的模式产地在菲律宾。

## 外部連結
- 維基物種上的相關：条纹短齿蛤